# Se mi pieghi non mi spezzi
Se mi pieghi non mi spezzi è un singolo della cantautrice italiana Cmqmartina, pubblicato il 19 marzo 2021 da Sony Music.

## Video musicale
Il video musicale del brano, diretto da Francesco Quadrelli, è stato pubblicato il 23 marzo 2021 sul canale YouTube della cantante.

## Tracce
Testi e musiche di Cmqmartina, Enrico Brun, Riccardo Zanotti e Giorgio Pesenti.
1. Se mi pieghi non mi spezzi – 2:49